# SOS Fada Manu
SOS Fada Manu é uma série de desenho animado brasileira produzida pela Boutique Filmes e pela Lightstar Studios. É exibida pelo canal pago Gloob desde o dia 13 de julho de 2015 de segunda à sexta às 04:30, 08:45 e 11:45 da manhã, tendo em sua primeira temporada 26 episódios de 11 minutos cada. A segunda temporada estreou em 07 de novembro de 2016, também com 26 episódios. Na TV Brasil, a série é exibida de segunda a sexta, às 14h30, e aos sábados e domingos.
A animação foi indicada ao Emmy Kids Internacional 2016, cuja cerimônia de entrega do prêmio acontece em Cannes, na França, em 4 de abril de 2017.  

## Sinopse
Manu é uma aprendiz de fada madrinha de 10 anos que vive sob orientação de sua avó, uma experiente fada aposentada, no reino encantado. Sua varinha mágica é uma guarda-chuva, e com ele Manu terá de aprender a estudar magia, realizar desejos e enfrentar a bruxa Valquíria que sempre tentar dominar o reino com algum plano mirabolante. Manu conta com a ajuda do sapo Duque e do atrapalhado João em suas desastrosas aventuras.
A trilha sonora é composta pelo violonista Alessandro Penezzi e é toda baseada no choro e suas vertentes.

## Personagens
- Manu — Manu é a mais nova Fada Madrinha do Reino Encantado. Sua avó, uma experiente e poderosa Fada, está se aposentando e Manu veio para assumir o posto com sua varinha de condão, que é, na verdade, um guarda-chuva colorido. Ela tem todas as qualidades necessárias para se tornar uma ótima Fada Madrinha: é corajosa, impetuosa, tem um ótimo coração e energia de sobra para por a mão na massa e ajudar os outros. Porém, Manu acha que já sabe tudo. Sua empolgação e ansiedade é tanta que ela quer partir logo para a ação. Ela se atropela e acaba tomando atitudes que só pioram a situação e depois tem que se esforçar em dobro para corrigir seus erros.

- João — João é paranoico, medroso e assustado. Mas sua mania de perseguição é justificada, afinal, ele já foi o alvo de bruxas, madrastas e gigantes inúmeras vezes. Ele sabe muito sobre o Reino Encantado. E, apesar de exagerar nos perigos e inflacionar os problemas do mundo, serve como fonte de informações no dia a dia do SOS Fada Manu.

- Duque — Duque é o sapo mais malandro do Reino! Inventou seu nome e seu título para convencer o mundo de que é um Príncipe enfeitiçado. Sua lábia o torna encantador, com sua esperteza e suas palavras suaves, ele consegue tudo o que quer. Nutre uma esperança de que, quando Manu se tornar oficialmente a Fada Madrinha do Reino, ela o transformará num belo príncipe de vida fácil.

- Valquíria — A Bruxinha Valquíria, assim como Manu, herdou seu cargo no Reino Encantado de sua avó. Sua ambição não tem limites: ela quer se tornar a melhor bruxa de todos os tempos. Ou seja: quer ser a pior bruxa de todos os tempos. Sua maior alegria é causar o medo nos habitantes do Reino. E seu ponto fraco é ser extremamente vaidosa. Tem milhares de cremes e poções para pele e cabelo.

- Vó Olívia — A avó de Manu. É uma fada aposentada e experiente, que normalmente ajuda sua neta em alguns problemas com feitiços.

- Alfredo — Pai de Manu. É um homem ingênuo e desajeitado que está sempre de bom humor. Sempre aparece com um trabalho novo a cada episódio.

## Voz original / Elenco
1ª Temporada — 
Direção de Voz e Casting: Melissa Garcia
2ª Temporada — 
Direção de Casting: Melissa Garcia 
Direção de Voz: Melissa Garcia e Submarino Fantástico
| Personagem                                                               | Voz original    | Temporada          |
| ------------------------------------------------------------------------ | --------------- | ------------------ |
| Manu                                                                     | Marjorie Blaitt | 1ª e 2ª temporadas |
| João                                                                     | Felipe Volpatto | 1ª e 2ª temporadas |
| Duque Sofrimento Anões Lobinho Pombelo Troll Ignus                       | Hugo Picchi     | 1ª e 2ª temporadas |
| Valquíria Pastora                                                        | Tess Amorim     | 1ª e 2ª temporadas |
| Vó Olivia Rainha Solange Branca de Neve Porquinho                        | Melissa Garcia  | 1ª e 2ª temporadas |
| Hamelin Rei Reinaldo Rumpelstiltskin Marquinhos                          | Luiz Laffey     | 1ª e 2ª temporadas |
| Alfredo Espelho Porquinhos Anão Japonês Olhos Verdes Troll Poço da Sorte | Ricardo Sawaya  | 1ª e 2ª temporadas |
| Tarcísio Patinho Bonito Mahnu                                            | Bruno Mello     | 1ª e 2ª temporadas |
| Cinderela                                                                | Bruna Tomio     | 1ª e 2ª temporadas |
| Gigante Lobo Mau Porquinho                                               | Robson Nunes    | 1ª e 2ª temporadas |
| Gansa Patinho Feio Gatinha                                               | Mariana Zink    | 1ª e 2ª temporadas |
| Rapunzel Vulcânica Serena Sereia Vó Olívia (Episódios 25 e 26)           | Simone Évans    | 1ª e 2ª temporadas |
| Rei Reinando Rumpelstiltskin                                             | Felipe Mônaco   | 1ª temporada       |
| Alice                                                                    | Luiza Porto     | 2ª temporada       |
| Pinóquio Robô                                                            | Caio Guarnieri  | 2ª temporada       |
| Peter Pan                                                                | Arthur Berges   | 2ª temporada       |
| Fernando, o Unicórnio                                                    | Mauro Castro    | 2ª temporada       |

## Episódios
| Temporada | Episódios | Exibição original      | Exibição original      |
| Temporada | Episódios | Estreia de temporada   | Final de temporada     |
| --------- | --------- | ---------------------- | ---------------------- |
| 1         | 26        | 13 de julho de 2015    | 03 de agosto de 2015   |
| 2         | 26        | 07 de novembro de 2016 | 13 de dezembro de 2016 |
| 3         | 13        | 16 de novembro de 2018 | 29 de novembro de 2018 |
| 4         | 13        | 16 de setembro de 2019 | 2 de outubro de 2019   |